# Литовско национално възраждане
Литовското национално възраждане, алтернативно Литовско национално събуждане (на литовски: Lietuvių tautinis atgimimas) е период в историята на Литва през 19 век във време, когато населените с литовци земи принадлежат на Руската империя (руско разделяне Жечпосполита). Периодът се изразява в появата на самоопределение на литовците, което води до създаването на днешната литовска нация и кулминира в създаването отново на независима литовска държава. Най-активните участници в националното възраждане са Винкас Кудирка, Йонас Басанавичус и други. Периодът отговаря на възхода на романтичния национализъм и други национални възраждания през 19 в. като българското, гръцкото и сръбското.
Възраждането се предхожда от кратък период в началото на 19 в. познат като „Саможитска революция“ воден от студентите от Вилнюския университет Симонас Даукант и Симонас Станевичус наред с други. В по-скорошно време литовското национално възраждане може да бъде свързано с Пеещата революция от края на 20 век.

## Статус на литовския език
Поради дългия период на обща Полско-литовска държава (Жечпосполита) и поради политиката на русификация на Руската империя, много от литовските благородници от 19 в. се полонизират, а литовският език се използва основно от бедните и средната класа. Някои представители на последната използват полския език като начин за социално напредване. Литовският език основно се говори и не се смята за престижно да се пише на него. Все пак е запазен от някои членове на по-дребната аристокрация, особено в района Жемайтия. По това време езикът все още не е стандартизиран и неговата граматика се различава от един регион спрямо друг регион. Отделят се аукщайтски и саможитски диалект и техните поддиалекти. Има дори очаквания, че литовският език ще изчезне, тъй като източните територии на днешна Литва и днешен североизточен Беларус все повече се славянизират и много хора използват полския и език в своя всекидневен живот. В началото на 19 в. използването на литовския език е до голяма степен ограничено до селските райони, където езикът е смятан за подходящ за литература в контролираната от Германия Малка Литва в Източна Прусия. Дори тук притокът на немски имигранти заплашва местния език и пруско-литовската култура.
Няколко фактора допринасят за неговото последващо възраждане: езикът привлича вниманието на учени от новопоявилата се наука на сравнителното езикознание; след отхвърлянето на крепостното право в Руската империя през 1861 г. се повишава социалната мобилност и литовските интелектуалци изникват от редиците на селското население. Езикът започва да се асоциира с идентичността в Литва, както и навсякъде в Европа. В Католическата църква бариерите, които преди това са попречили на обикновените хора да навлязат в свещеничеството, са свалени до голяма степен. Развива се близко отношение между образованото духовенство, което става все повече от литовски етнически произход и неговите енориаши, което включва в себе си и разбиране на тяхното желание за употреба на литовския език. Възникващото национално движение се опитва да се дистанцира от полските и руски влияния и на използването на литовски език се гледа като на важен аспект на движението.

## Развитие на националните идеи
Развитието на литовската национална култура и национална идентичност е спъната от забраната на литовската латиница, една от репресивните мерки, които следват след въстанието от 1863 г. След въстанието крепостничеството най-накрая е изоставено. Възраждането започва сред младите образовани хора от литовски произход, които посещават висшите учебни заведения на Руската империя и в чуждите държави. Много от тях са синове на богати фермери и от там може да се каже, че идват от селската класа, която е най-малко повлияна от полонизацията. Движението води до издаването на литовски вестници като Аушра и Варпас, последвани от публикуването на поеми и книги на литовски език. Тези произведения описват романтично миналото на Великото литовско княжество, изобразявайки нацията като предишна велика сила с много герои.
Възраждането предвожда движението за независимост с различни организации противопоставящи на русификацията и руското влияние. В отговор на това руската политика става все по-твърда и по-твърда и започват атаки срещу католическите църкви. Междувременно забраната на литовската латиница продължава. Дори с тази забрана ограмотяването на литовците продължава и е най-голямо сред другите народи в Руската империя, като изостава само от фините, естонците и латвийците. Политическата литовска нация вече е оформена в края на 19 век. Започват да се издигат политически искания във Великия сейм на Вилнюс, а политическата и културна активност продължава да расте, докато забрана не е вдигната най-накрая през 1904 г.